# Silvio Smalun

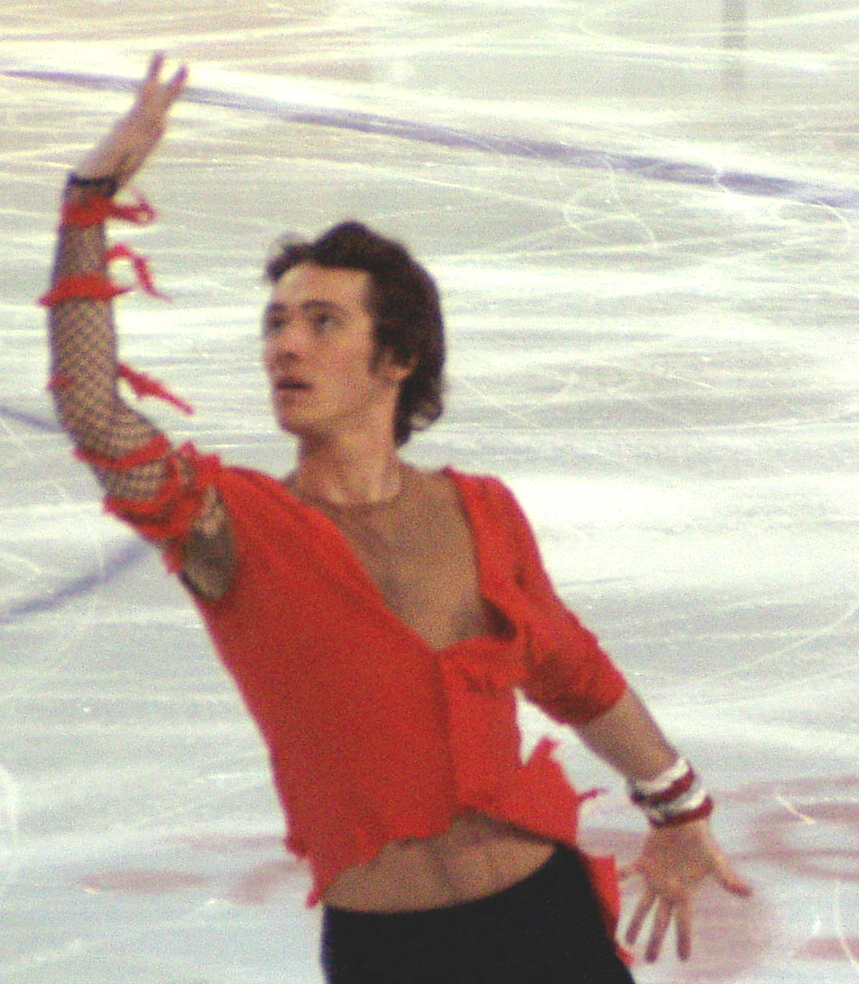
Silvio Smalun

Silvio Smalun (Erfurt, 2 november 1979) is een Duitse kunstschaatser.
Smalun is actief als individuele kunstschaatser en wordt gecoacht door Michael Huth. 
| records             | punten | datum      | toernooi |
| ------------------- | ------ | ---------- | -------- |
| Hoogste totaalscore | 181.73 | 21-01-2006 | EK 2006  |
| Hoogste korte kür   | 63.88  | 20-01-2006 | EK 2006  |
| Hoogste lange kür   | 117.85 | 21-01-2006 | EK 2006  |

| resultaten             | 1999 | 2000 | 2001 | 2002 | 2003 | 2004 | 2005 | 2006 |
| ---------------------- | ---- | ---- | ---- | ---- | ---- | ---- | ---- | ---- |
| Olympische Spelen      | -    | -    | -    | -    | -    | -    | -    | -    |
| Wereldkampioenschap    | -    | -    | -    | -    | 23e  | -    | FNR  | 20e  |
| Europees kampioenschap | -    | -    | 16e  | -    | 11e  | -    | 16e  | 8e   |